# Ratpenat cuallarg peruà
El ratpenat cuallarg peruà (Mormopterus phrudus) és una espècie de ratpenat de la família dels molòssids que es troba al Perú.